# HLM (Habitation à loyer modéré)

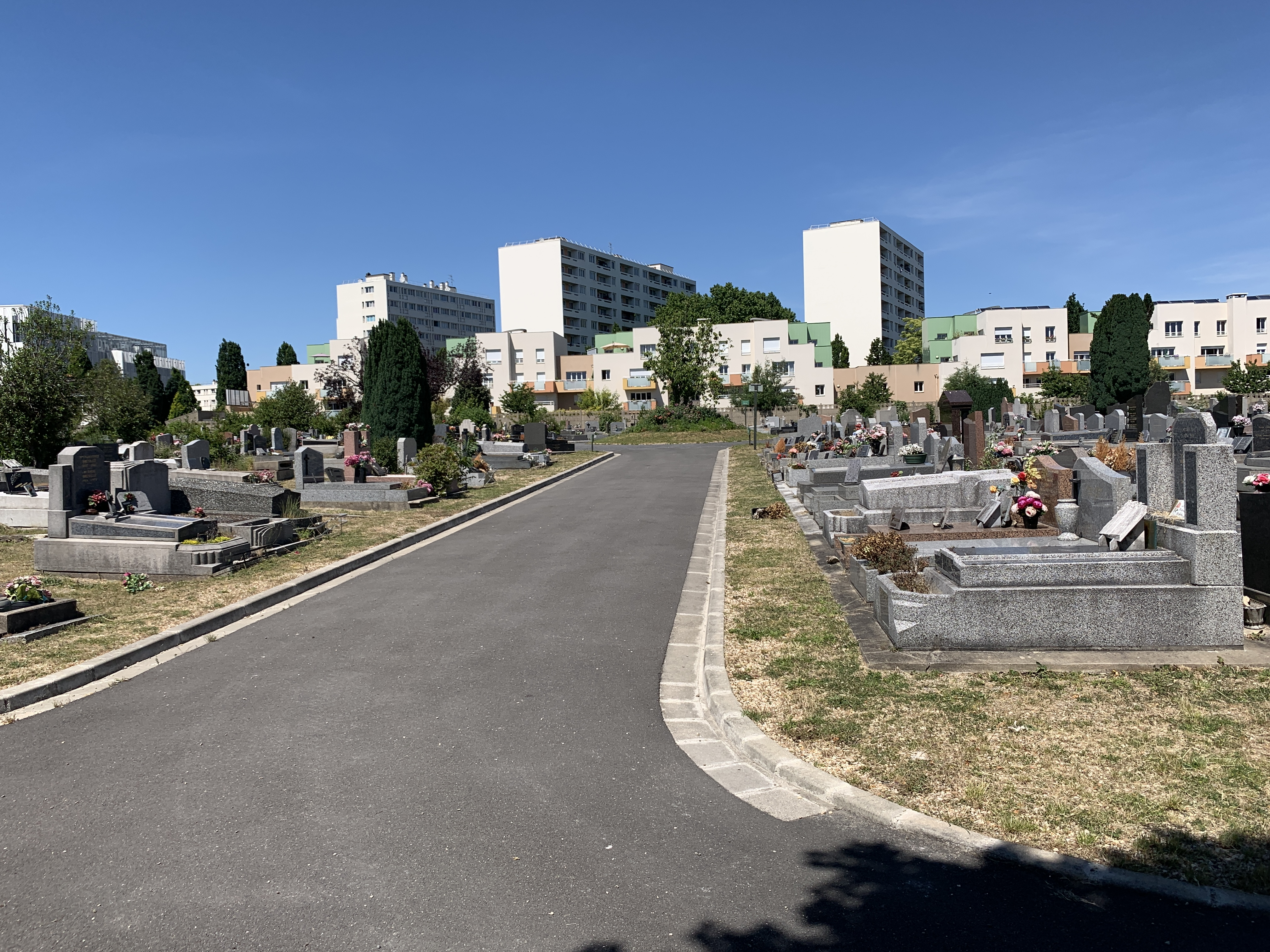
Sozialwohnungen im Département Seine St Denis

HLM (Habitation à loyer modéré/Wohnung zu günstigen Mieten) ist die französische Form des Sozialwohnungsbaus.

## Geschichte
1894 ermächtigte das Gesetz Siegfried (benannt nach dem Abgeordneten Jules Siegfried, der es initiierte) die staatliche Caisse des dépôts et consignations (CDC), Kredite an private Organisationen zu vergeben, die mit dem Ziel gegründet wurden, preiswerten Wohnraum zu bauen. Dieses Gesetz, das die Gründung der Sociétés d’Habitations à Bon Marché (H.B.M.) ermöglichte, war die Grundlage für alle folgenden. Im Jahr 1906 wurde dann das Gesetz Strauss (nach dem radikalen Senator Paul Strauss) verabschiedet, das den Anwendungsbereich des Gesetzes von 1894 erweiterte und Genossenschaften erlaubte, sich im sozialen Wohnungsbau zu engagieren. 1908 wird durch das Gesetz Ribot (initiiert von Alexandre Ribot) die Gründung von Hypothekenkreditgesellschaften auf Aktien ermöglicht. 1912 ermächtigte das Gesetz  Bonneval die Gemeinden zum Bau billiger Mietshäuser, und ermöglichte so die Gründung von Offices Publics d’Habitations à Bon Marché. Ab diesem Zeitpunkt konnten Kommunen und Departements H.B.M-Unternehmen Kredite gewähren, ihnen Grundstücke oder Gebäude zu reduzierten Preisen verkaufen oder sogar für ihre Kredite bürgen.
Der Zweite Weltkrieg hinterließ einen Teil Frankreichs in Trümmern. Die Situation ist katastrophal: 45 % der Wohnungen waren überbelegt und 10 % der Bevölkerung lebten in völlig unhygienischen Räumlichkeiten. Komfort war mehr als rudimentär: 90 % der Bevölkerung hatten weder Badewanne noch Dusche, 80 % kein Innen-WC und 48 % kein fließendes Wasser. Hinzu kam die chronische Wohnungsnot, die in Paris und allen Großstädten dramatisch war. Die wirtschaftliche Erholung des Landes verstärkte die Landflucht. Darüber hinaus erlebte Frankreich ein außergewöhnliches demografisches Wachstum, den Babyboom, die Bevölkerung nimmt in 20 Jahren von 40 auf 50 Millionen zu. Schließlich führte die Entkolonialisierung zur Rückführung von Franzosen, die in Indochina, Marokko, Tunesien und Algerien ansässig waren. 1945 baute der Staat 100.000 Notunterkünfte für Flüchtlinge und schuf ein Beschlagnahmerecht zugunsten von Obdachlosen. Aber der Bau neuer Wohnungen ging schleppend voran, und die Wohnungskrise betrifft nicht nur Arbeiterfamilien, sondern auch die Mittelschicht. 
Eugène Claudius-Petit (UDSR), Minister für Wiederaufbau von 1948 bis 1953, definierte drei Prioritäten: die Anhebung der Mieten zur Verbesserung des Bestandes, die Wiederbelebung der Privatinitiative im Bausektor und die Industrialisierung der Bautechniken. Das Gesetz vom 1. September 1948 schaffte das Wohngeld und ordnete den Wohnungsmarkt neu, mit dem Ziel, das investierte Immobilienkapital rentabel zu machen. Es begründete ein Bleiberecht für Mieter von Altbauten und sozialen Mietwohnungen. Der Fonds National pour l’Amélioration de l’Habitat (Nationaler Fonds für Wohnungsverbesserung) wurde gegründet. Das Gesetz vom 21. Juli 1950 beschleunigte den Wohnungsbau, insbesondere für Wohneigentum, dank Zuschüssen und langfristigen Darlehen des Crédit Foncier. 1953 sah der Courant-Plan den Bau von 240.000 Wohneinheiten pro Jahr für 5 Jahre vor. Das Gesetzesdekret vom 6. August 1953 erweitert das Recht der öffentlichen Hand auf Enteignung. Sie verpflichtete alle Unternehmen mit mehr als 10 Beschäftigten zur Zahlung von 1 % der Lohnsumme für den Bau von Sozialwohnungen.
Die Jahre 1965–75 waren von tiefgreifenden soziologischen Umwälzungen geprägt: Die Bevölkerung Frankreichs wuchs auf 50 Millionen Einwohner an. Die Kaufkraft der Haushalte stieg, Immobilienkredite explodierten. Die durchschnittliche Zahl der Baubeginne stieg von 100 auf 1.000 pro Betrieb. 1973 erreichte der Bau mit 556.000 Wohneinheiten seinen Höhepunkt. Die Ergebnisse waren spektakulär: Von 12 Millionen Haushalten im Jahr 1946 wuchs die Zahl 1975 auf 21 Millionen. 98 % der Haushalte hatten fließendes Wasser und 74 % verfügten über Innentoiletten. Die Überbelegung ging von 12,8 auf 4,8 % zurück. 1975 lebten 72,9 % der Bevölkerung in Städten. Diese Zeit der „Trente Glorieuses“ war vor allem von der Macht des Staates geprägt. Es war die erste Finanzier, der erste Arbeitgeber und der erste Produzent.
Auch in den 2020er Jahren ist die Caisse des Dépôts der Hauptfinanzier des sozialen Wohnungsbaus, die mit ca. 100 Mrd. € bis zu 100.000 Wohnungen pro Jahr finanziert.

## Probleme am Beispiel Marseille

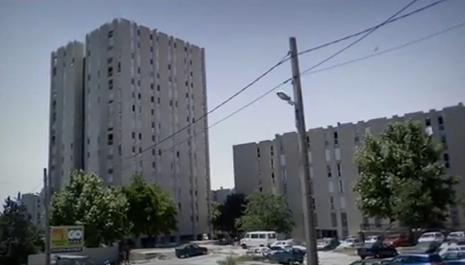
Marseille La Castellane

In Marseille sind die Sozialwohnungen vor allem im Norden konzentriert. Sie wurden in den 1960/1970er Jahren schnell und billig gebaut, meist als Großsiedlungen mit Hochhäusern bescheidener Qualität. Sie werden hauptsächlich von Menschen aus dem Maghreb und Subsahara-Afrika  bewohnt. In Marseille ist die Armut heute (2022) außergewöhnlich und konzentriert sich hauptsächlich auf die nördlichen Bezirke mit massiver HLM-Bebauung. In Marseille haben fünf Bezirke im Zentrum und im Norden der Stadt eine Armutsquote von über 40 %. Laut INSEE-Daten über die Stadt sind 16,9 % der aktiven Bevölkerung von Marseille arbeitslos. Bei den 15- bis 24-Jährigen steigt die Quote auf 31,5 %.  Dies führte zu Kriminalität, besonders Diebstahl und Drogenhandel und im Gefolge zu Bandenkämpfen mit vielen Toten.
Ein Beispiel für ein erfolgreiches Projekt aus derselben Zeit ist das Viertel Esplanade in Straßburg, gebaut von Charles-Gustave Stoskopf. Es besteht auch aus Hochhäusern und Großbauten, ist aber besser in die Stadt integriert und ist heute ein gesuchtes Wohnquartier.

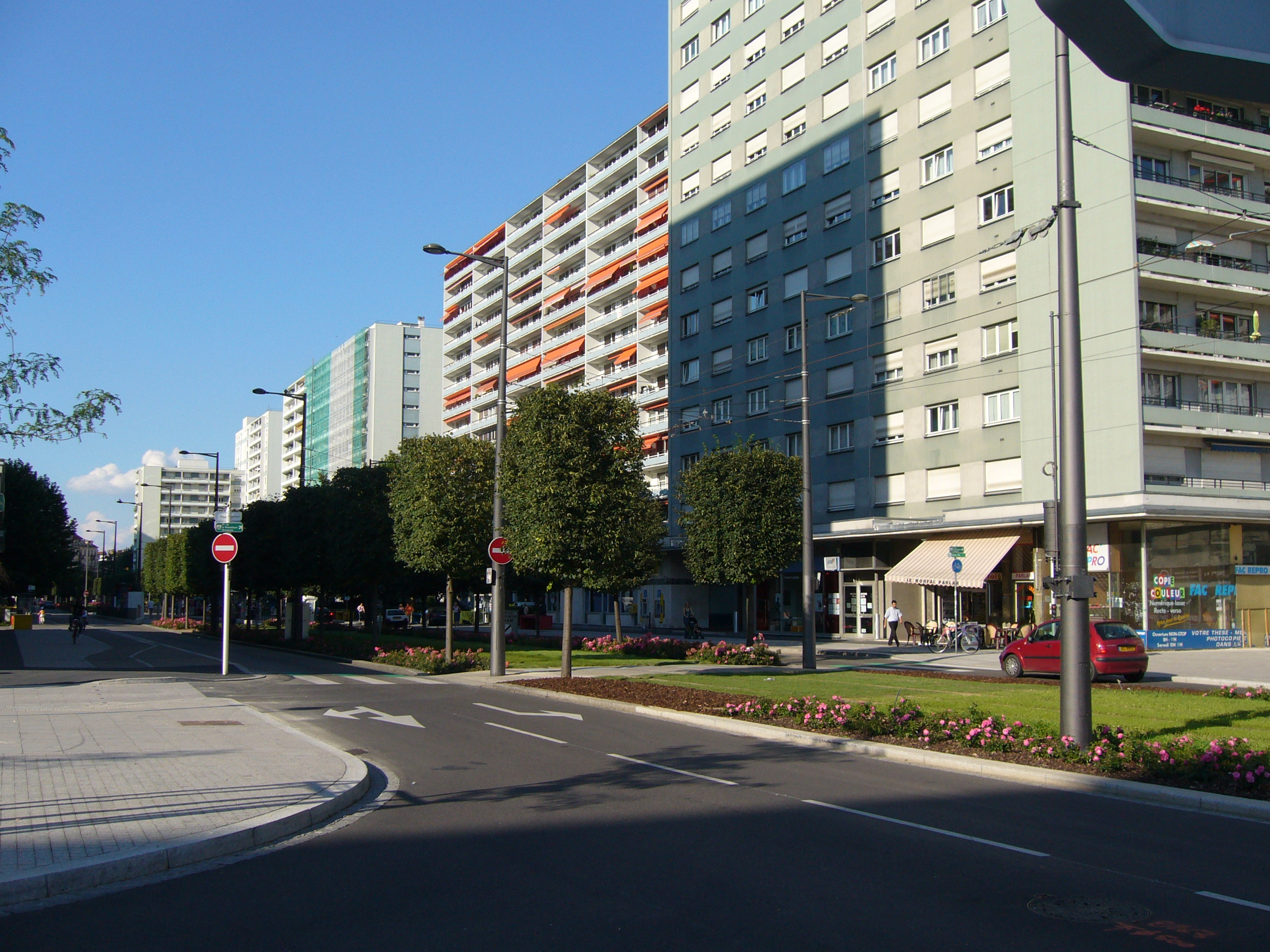
Straßburg Esplanade